# جون تيودور هوتون
جون تيودور هوتون (بالإنجليزية: John T. Houghton)‏ هو أستاذ جامعي وعالم وفيزيائي بريطاني، ولد في 30 ديسمبر 1931 في دايسرت ‏ في المملكة المتحدة.